# Transsubstantiation

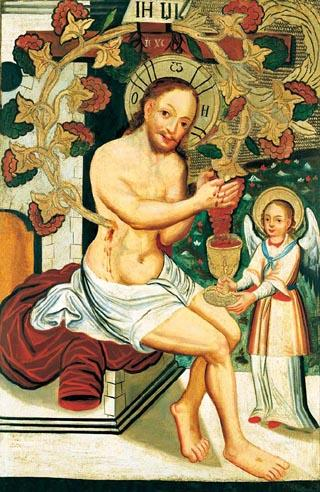
Christus, der Erlöser (ukrainische Ikone, 18. Jahrhundert)

Der Begriff Transsubstantiation (lat. für „Wesensverwandlung“) bezeichnet in der römisch-katholischen Theologie die Wandlung von Brot und Wein in den Leib und das Blut Jesu Christi in der heiligen Messe.
Die Transsubstantiationslehre beschreibt die dauerhafte Wandlung von Brot und Wein in der priesterlichen Vergegenwärtigung des einen Opfers Christi während der Wandlungsworte. Die Lehre von der Transsubstantiation gehört zum Glaubensgut der römisch-katholischen Kirche, der mit Rom unierten Ostkirchen und der Christengemeinschaft.
Andere Kirchen wie die altkatholischen, altorientalischen, anglikanischen, lutherischen, methodistischen und die orthodoxen Kirchen lehren, dass die Realpräsenz Christi in bzw. unter den sichtbaren Gestalten von Brot und Wein nach dem Sprechen der Einsetzungsworte bzw. nach der Epiklese gegeben sei. Darunter wird je nach Lehre auch die tatsächliche Substanzveränderung von Brot und Wein verstanden. Zudem bestehen über die Art und die Dauer der Konsekration Unterschiede in den Lehren dieser Kirchen.

## Transsubstantiation in der Theologie

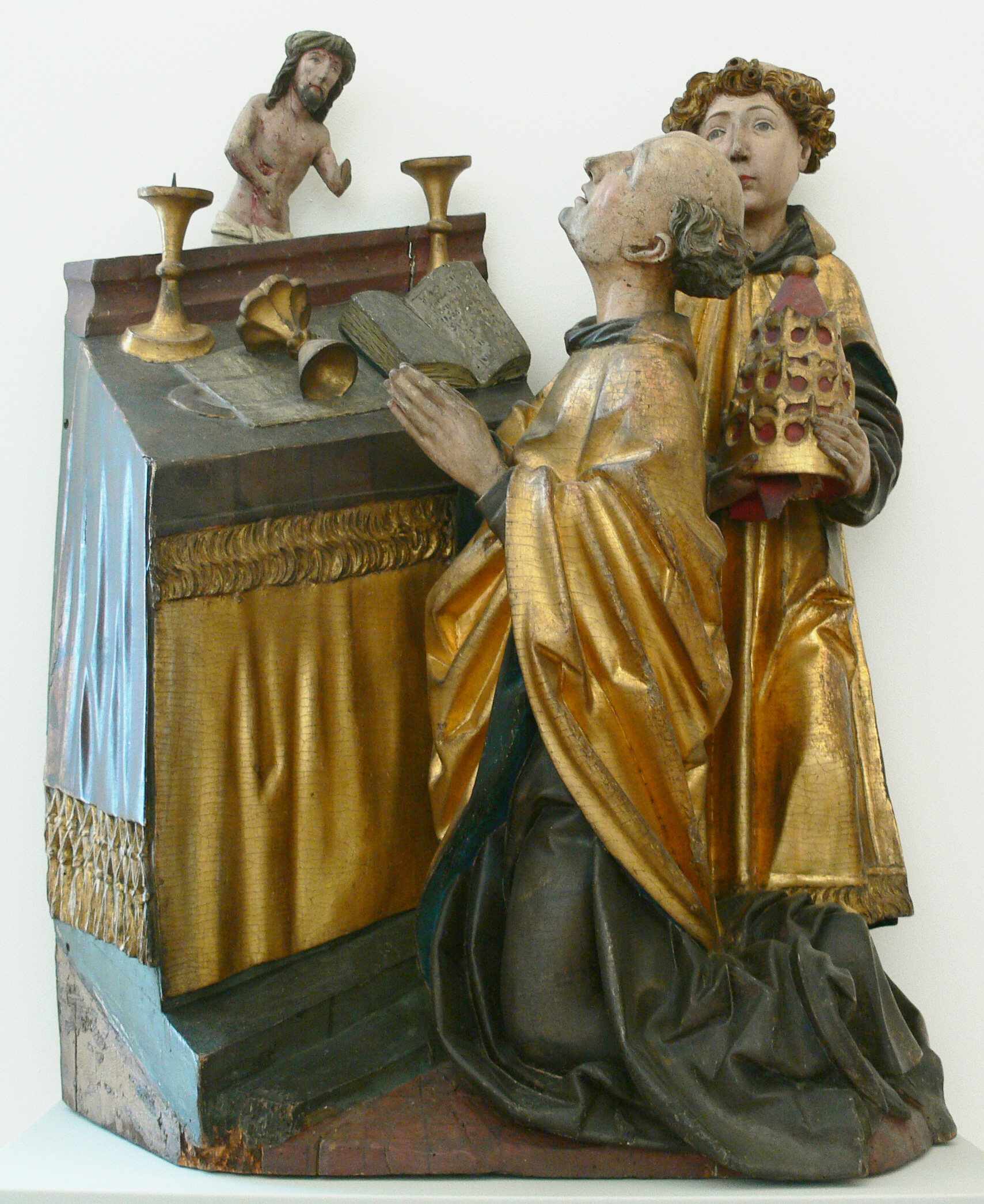
Gregorsmesse (um 1480)

Mit Transsubstantiation wird in der römisch-katholischen Theologie die bei der Konsekration innerhalb des Hochgebets der Messe erfolgende Wesensverwandlung von Brot und Wein in den Leib und das Blut Christi bezeichnet. Der Terminus geht auf Debatten über das Eucharistieverständnis im 9. bis 13. Jahrhundert zurück.
Die Substanz (altgriechisch οὐσία) ist im aristotelischen Sinne das nicht sinnlich wahrnehmbare Wesen eines Dinges an sich und hat daher nichts mit dem heutigen, naturwissenschaftlichen Substanzbegriff (z. B. chemischer Stoff) zu tun. Die Wandlung bei der Eucharistie soll eine wirkliche Wandlung des Wesens sein und betrifft nicht die sinnlich wahrnehmbaren Akzidentien. Denn der Leib Christi erscheint auch nach der Wandlung den Sinnen weiter wie Brot. So lehrt Thomas von Aquin, dass der Leib Christi nach der Wandlung im Brot nicht räumlich gegenwärtig ist. Mittelalterliche Theologen haben den Substanzbegriff herangezogen, um das hier stattfindende Geschehen zu beschreiben. Aristotelisch verstanden scheint ein Fortbestehen der Akzidentien und somit der äußeren Gestalt bei Veränderung der Substanz nicht möglich, weil Akzidentien von der Substanz, an der sie auftreten, abhängen.
Anlass der Begriffsfindung Transsubstantiation waren Reaktionen auf die Christologie von Berengar von Tours und insbesondere dessen Lehre von der Eucharistie. Berengar fand vor, was ihm als eher kruder Realismus erschien. Seine Gegner formulierten beispielsweise, dass der Leib Jesu durch die Zähne der Gläubigen zermalmt werde – so in einem von Humbert von Silva Candida verfassten Bekenntnisschreiben, das Berengar 1059 unterzeichnen musste –, was Berengar als absurd ansah. Hier wird mit dem Ausdruck Substanz die Vorstellung eines physischen Dinges verbunden und das „Hoc est corpus meum“ der Messe als stoffliche Verwandlung (mutatio materialis) verstanden. Dagegen setzte Berengar, dass schon die Kirchenväter die Eucharistie als heiliges Zeichen verstanden hätten und der Leib Christi nach der Auferstehung verklärt sei. Die Hauptgegner Berengars, Lanfrank von Bec und Guitmund von Aversa, sprachen dann von einer Substanzverwandlung (substantialiter transmutari). Dies griff die römische Synode von 1079 mit der Formulierung „substantialiter converti“ auf. Der Ausdruck Transsubstantiation ist erstmals aus dem Jahre 1155/56 bei Rolandus Bandinelli belegt; vermutlich drückte sich bereits Robertus Pullus um 1140 so aus. Auf dem vierten Laterankonzil 1215 wurde diese Redeweise als orthodox festgeschrieben, wenngleich noch nicht als Dogma definiert. Die damalige Verschränkung der Transsubstantiationslehre mit der Lehre von der Konkomitanz (das Brot wird zwar nur in den Leib und der Wein nur in das Blut Christi verwandelt, „doch ist das jeweils andere aufgrund der inneren Verbindung von Leib und Blut stets mitgesetzt und mitvergegenwärtigt“) liefert für die mittelalterlich-scholastische Theologie und alle anderen daran anschließenden katholischen Traditionen die sakramentenontologische und liturgisch-praktische Legitimation, die Eucharistie gültig auch nur unter einer ihrer Gestalten zu spenden.
Martin Luther, der zeitlebens an der Realpräsenz Christi festhielt und dies besonders gegenüber der spiritualistischen Eucharistielehre Huldrych Zwinglis geltend machte, schrieb die Urheberschaft der Transsubstantiationslehre Thomas von Aquin zu. Er billigte der Transsubstantiationslehre jedoch nur den Rang einer „Lehrmeinung“ (opinio) zu und verwarf für diese „sophistische Subtilität“ jeden Anspruch auf dogmatische Verbindlichkeit. Sie ist nach Luther wie für Jean Calvin aufgrund sehr ähnlicher Argumentation weder schrift- noch vernunftgemäß.
Im Konzil von Trient werden die Lehre des IV. Laterankonzils und die Lehre der hochscholastischen Theologie im Jahr 1551 bekräftigt und zum Dogma erhoben:

„durch die Konsekration von Brot und Wein [geschieht] eine Verwandlung der ganzen Substanz des Brotes in die Substanz des Leibes Christi, unseres Herrn, und der ganzen Substanz des Weines in die Substanz seines Blutes […]. Diese Verwandlung ist von der heiligen katholischen Kirche zutreffend und im eigentlichen Sinn Transsubstantiation genannt worden.“

Die eucharistische Wandlung erfolgt dabei durch göttliche Gnade, der Priester handelt in persona Christi.

## Transsubstantiationslehre im ökumenischen Gespräch

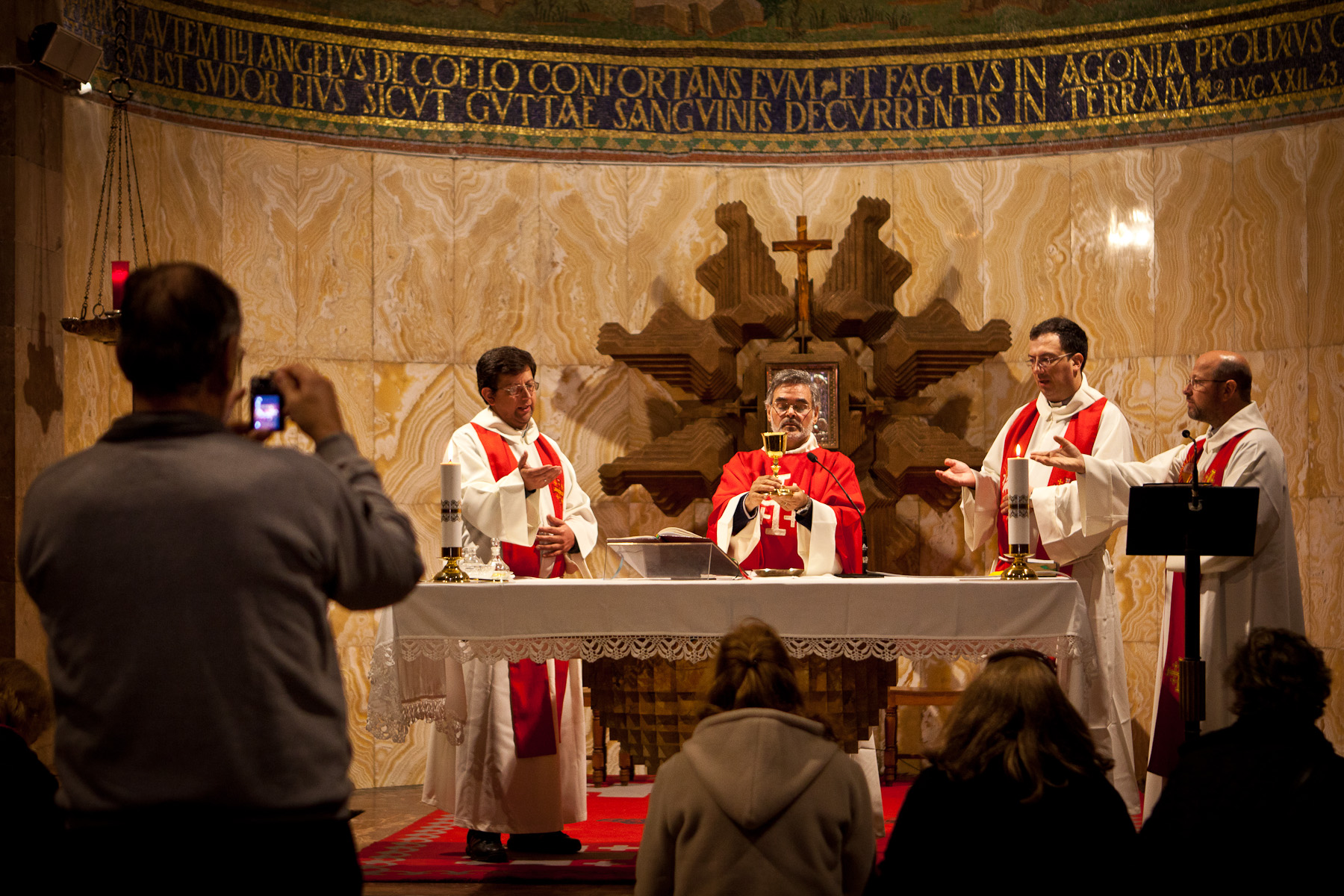
Wandlung des Weines bei einer heiligen Messe

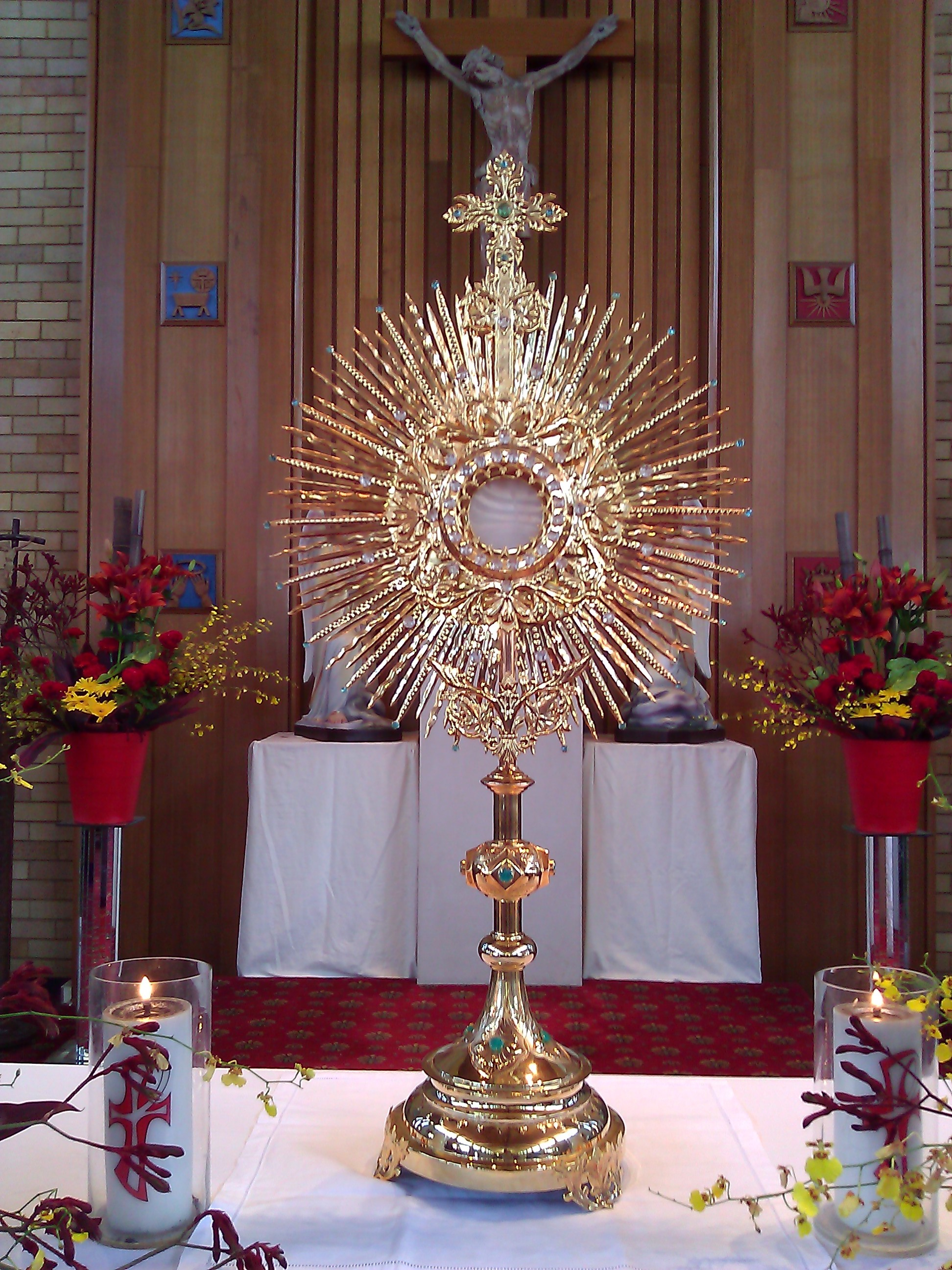
Monstranz mit Hostie

Eine Theologie der Wesensverwandlung wird für die römisch-katholische Kirche 1551 durch das Konzil von Trient im Decretum des ss. Eucharistia definiert. Dogmatisch festgeschrieben wird: „Wer sagt, im hochheiligen Sakrament der Eucharistie verbliebe zusammen mit dem Leib und Blut unseres Herrn Jesus Christus die Substanz des Brotes und des Weines, und jene wunderbare und einzigartige Verwandlung der ganzen Substanz des Brotes in den Leib und der ganzen Substanz des Weines in das Blut, wobei lediglich die Gestalten von Brot und Wein bleiben, leugnet, der sei mit dem Anathema belegt.“ Der Ausdruck Transsubstantiation wird nicht als Inhalt des Dogmas angegeben, sondern nur gesagt: „und zwar nennt die katholische Kirche diese Wandlung sehr treffend (aptissime) Wesensverwandlung“. Schon das Lateranum IV hatte den Begriff verwendet, aber diesbezüglich ebenso keine dogmatische Festlegung getroffen.
Die orthodoxen Kirchen bekennen ebenfalls eine wesenhafte Verwandlung (Enhypostasierung) bzw. Verwandlung (metabolē) und nennen die Gestalten von Brot und Wein beim Kommunionempfang „kostbarer Leib und kostbares Blut unseres Herrn Jesus Christus“, lehnen aber deren Definition als Transsubstantiation ab. Ebenso wird bezweifelt, dass die Wandlung allein durch die vom Priester vorgetragenen Einsetzungsworte geschieht. Bei der Verwandlung werden Brot und Wein in den himmlischen Leib und das himmlische Blut Christi hineinverwandelt; dadurch haben Brot und Wein Anteil (methexis) am himmlischen Leib und Blut Christi. Insgesamt steht in der orthodoxen Lehre stärker ein platonisches System im Hintergrund und weniger das in der Westkirche stark gewordene aristotelische System (Substanz, Akzidens, Transsubstantiation). Insgesamt wurde im byzantinischen Reich Aristoteles weniger rezipiert als in der Westkirche, in der er im 13. Jahrhundert zu dem Philosophen aufstieg.
Die Evangelisch-lutherische Kirche bekennt in der Augsburger Konfession von 1530, dass „wahrer Leib und Blut Christi wahrhaftiglich unter der Gestalt des Brots und Weins im Abendmahl gegenwärtig sei und da ausgeteilet und genommen werde“. In der Verteidigung der Konfession (1531) heißt es in der lateinischen Version: „Im Abendmahl des Herrn ist der Leib und das Blut des Herrn wahrhaft und wesenhaft (vere et substantialiter) gegenwärtig und wird in diesen Gestalten denen, die das Sakrament empfangen, wahrhaft dargeboten“. Nur der Begriff Transsubstantiation wird nie verwendet. Das Konzil von Trient hält fest, dass Leib und Blut Christi in Brot und Wein „wahrhaft, wirklich und wesenhaft (vere, realiter et substantialiter)“ gegenwärtig sei.
Martin Luther lehnte die Lehre von der Transsubstantiation in seinen Schmalkaldischen Artikeln (Teil III, Unterpunkt „Vom Sakrament des Altars“) entschieden ab. Hingegen lehrte er, dass die Gläubigen Leib und Blut Christi „in, mit und unter“ Brot und Wein zu sich nähmen (sogenannte Realpräsenz). Häufig wird dies ungenau durch den Begriff Konsubstantiation beschrieben; allerdings benutzte Luther selbst diesen Begriff nie. Viele heutige Lutheraner lehnen den Begriff ab, da dieser fälschlich einerseits nahelegen könnte, Brot und Wein sowie Leib und Blut kämen zusammen und bildeten eine neue, gemeinsame Substanz, oder andererseits, dass, so wie Brot und Wein in ihrer natürlichen Weise anwesend sind, auch Christi Leib und Blut körperlich anwesend seien. Vielmehr glauben Lutheraner, dass beim Abendmahl Brot und Wein natürlicherweise als ebendies anwesend sind, während Christi Leib und Blut auf übernatürliche, himmlische Weise, aber nicht fleischlich gegenwärtig sind. Diese übernatürliche Gegenwart entsteht jedoch nicht erst durch den Glauben daran (wie von Zwingli gelehrt), sondern ist gegeben durch die sakramentale Vereinigung. Zusammenfassend wird diese sakramentale Realpräsenz durch die Allgegenwart („Ubiquität“) Jesu Christi begründet; das heißt, Brot und Wein werden von der Präsenz Christi „umfasst“. Der Wert der lutherischen Lehre von einer Realpräsenz Christi beim lutherischen Abendmahl wird auch von der römisch-katholischen Kirche nicht bestritten, insofern „eine am Sukzessionsbegriff orientierte Ekklesiologie, wie sie in der katholischen Kirche gilt, keineswegs eine Heil schaffende Gegenwart des Herrn im lutherischen Abendmahl leugnen muss“.
In den reformierten Kirchen gibt es unterschiedliche Auffassungen über die „geistige Gegenwart“: Von einer Vereinigung der Seele der Gläubigen mit Christi Leib im Himmel (Johannes Calvin) bis hin zur Vergegenwärtigung im gläubigen Gedenken der Passion Christi (Zwingli). Die grundlegende Schwierigkeit reformierter Theologie, die Transsubstantiationslehre anzuerkennen, liegt in den Einsetzungsworten Christi hoc est corpus meum. Durch die reale Gegenwart Christi mit Blick auf Brot und Wein sei hier eher von der Bedeutung „dies symbolisiert meinen Leib“ als „dies ist mein Leib“ auszugehen.
Die Täufer lehnen die Verwandlung (Transsubstantiation) der Abendmahlselemente gänzlich ab. Für sie behalten Wein und Brot ihren Nahrungscharakter bei und stehen nur symbolhaft für Leib und Blut Christi.
Die altkatholische Theologie lehnt sowohl die römisch-katholische Transsubstantiationslehre als auch evangelische Konsubstantiationslehre ab. Die Wandlung der eucharistischen Gaben sei ein Mysterium, das menschliche Kategorien wie „Substanz“ sprenge und daher mit Hilfe dieses Begriffs auch nicht zureichend erklärt werden könne. Sie bekennt aber – im Gegensatz zu den reformierten Kirchen – die bleibende Gegenwart Christi in den eucharistischen Gaben, auch nach dem Ende der Messfeier. Damit kommt sie dem Verständnis der orthodoxen Kirchen nahe.
Im ökumenischen Gespräch wird versucht zu klären, ob und wie sich bei unterschiedlicher theologischer Begrifflichkeit eine sachliche Identität bestimmter Glaubensinhalte feststellen lässt. Ein Konsens in der Sache kann im Hinblick auf das orthodoxe und römisch-katholische Eucharistieverständnis jedenfalls bereits als erreicht gelten. Unbeschadet der katholischen Anerkennung von wichtigen Elementen der lutherischen Abendmahlslehre formuliert der Katechismus der Katholischen Kirche 1993 (bzw. 1997 in der authentischen lateinischen Fassung) im Einklang mit den römisch-katholischen Bestimmungen zur Interkommunion die bislang unaufgehobene Grunddifferenz: „Die aus der Reformation hervorgegangenen, von der katholischen Kirche getrennten kirchlichen Gemeinschaften haben‚ vor allem wegen des Fehlens des Weihesakraments, die ursprüngliche und vollständige Wirklichkeit des eucharistischen Mysteriums nicht bewahrt (Unitatis redintegratio, Nr. 22). Aus diesem Grund ist für die katholische Kirche die eucharistische Interkommunion mit diesen Gemeinschaften nicht möglich“ (Nr. 1400).